# رجال-إكس: نهاية العالم
رجال إكس: أبوكاليبس هو فيلم بطل خارق أمريكي من سنة 2016، مستوحى عن شخصيات إكس مان الظاهرة في مارفل كومكس. الفيلم هو الثامن ضمن سلسلة أفلام إكس مان وتتمة لرجال-إكس: أيام المستقبل الماضي (2014). الفيلم من إخراج براين سينجر وسيناريو بواسطة سيمون كينبرج. الفيلم من بطولة أوسكار إسحاق وجيمس مكافوي ومايكل فاسبندر وجينيفر لورنس ونيكولاس هولت وإيفان بيترز وصوفي تارنر وروز بيرن وتاي شيريدان وأوليفيا مون ولوكاس تيل. في الفيلم يستيقظ متحول قديم يدعى أبوكاليبس في العام 1983 ويخطط للقضاء على الجنس البشري والسيطرة على العالم، مما يدفع رجال-إكس للتصدي له.
تم عرض الفيلم لأول مرة في لندن في 9 مايو 2016، وتم إصداره في الولايات المتحدة في 27 مايو 2016 بأبعاد ثلاثية وثنائية الأبعاد، وفي IMAX 3D في أسواق دولية مختارة. تلقى الفيلم آراء متباينة، حيث أشاد النقاد بموضوعاته وأدائه التمثيلي، بينما انتقدوا عمله المحموم وتصوير نهاية العالم. تم إصدار تكملة بعنوان عنقاء الطلام في 7 يونيو 2019.
بلغ إجمالي أرباح الفيلم 155.4 مليون دولار في الولايات المتحدة وكندا و 388.5 مليون دولار في أقاليم أخرى، بإجمالي 543.9 مليون دولار في جميع أنحاء العالم مقابل ميزانية قدرها 178 مليون دولار. الفيلم هو رابع أعلى فيلم في سلسلة X-Men (بدون تعديل التضخم)، خلف ديدبول، لوجان، ورجال اكس: أيام من الماضي المستقبلي.

## القصة
في عام 3600 قبل الميلاد، حكمت عين صباح نور مصر القديمة المسنة ولكنها قوية الطافرة. بعد احتفال ينتقل فيه وعيه إلى جسد رجل آخر من أجل الحصول على عامل الشفاء، يتعرض هو وأتباعه الأربعة لكمين. في هذه العملية قتل أتباعه ودفن حيا.
في عام 1983، اصطحب أليكس سمرز شقيقه سكوت إلى المعهد التعليمي للبروفيسور تشارلز كزافييه، على أمل أن يعلمه كزافييه وهانك مكوي كيفية التحكم في الطفرة الخاصة به لإطلاق الحزم البصرية. يلتقي سكوت مع جان جراي والتخاطر والتليكيني، ويطور الاثنان جاذبية.
توقظ مجموعة من المصلين عين صباح نور. يصادق اليتيم أورورو مونرو ويتعلم عن الإنسانية. يقرر أن البشرية قد ضلت طريقها، فهو يخطط لإعادة تشكيل العالم. أصبح مونرو من أتباعه بعد أن عزز قوتها.
في برلين الشرقية، يكتشف رافين المتحولة الشكل كورت واجنر، متحولة يمكنها الانتقال الفوري. تطلب رايفن من شركة التسويق السوداء كاليبان نقل كورت إلى أمريكا. عين صباح نور يجند بسيلوك وانجل ويعزز كلتا قوتهما.
في بولندا الشيوعية، يعيش إريك لينشير بسعادة مع زوجته وابنته. خلال الاضطرابات العالمية التي سببتها عين صباح نور، استخدم إريك سلطاته لإنقاذ زميل في العمل أثناء وقوع زلزال، مما دفع الميليشيات للقبض عليه. يحتجزون ابنته رهينة في الغابة مقابل أن يسلم نفسه. ومع تصاعد التوترات، تبدأ ابنة إريك في إظهار قوى متحولة، وتقتل الميليشيا زوجته وابنته. في حالة من اليأس، قتل إريك الميليشيا بأكملها.
إن صباح نور يأخذ إريك إلى محتشد أوشفيتز ويظهر له المدى الحقيقي لسلطاته. إريك يدمر المخيم وينضم إلى عين صباح نور. عندما اتصل اكزافير بـ اريك، وصل عين صباح نور عن بعد إلى سيريبرو، الجهاز الذي يستخدمه اكزافير لتحديد موقع المسوخ، ويجبر اكزافير على جعل القوى العظمى العالمية تطلق ترساناتها النووية بالكامل في الفضاء لمنع التداخل مع خطة عين صباح نور. وصل هو وفرسانه الأربعة إلى القصر واختطفوا كزافييه. في محاولة لإيقافهم، تسبب أليكس في انفجار دمر القصر. يصل بيتر ماكسيموف ويستخدم سرعته الفائقة لإجلاء الجميع باستثناء أليكس الذي يموت في الانفجار. قبضت قوات الكولونيل ويليام سترايكر على هانك ورافين وبيتر ومويرا، وأخذتهم للاستجواب. يتبع سكوت وجان وكيرت رفاقهم سراً ويحررون رفاقهم باستخدام تجربة السلاح اكس (وولفرين)، التي تستعيد له جان ذكرياته جزئيًا.
يستخدم إريك قواه لتغيير المجال المغناطيسي للأرض، مما يتسبب في دمار في جميع أنحاء الكوكب. يخطط عن صباح نور لنقل وعيه إلى جسد كزافييه لاكتساب قواه النفسية. يرسل اكزافير نداء استغاثة توارد خواطر إلى جان والآخرين، الذين يسافرون إلى القاهرة لمحاربة عين صباح نور وطفليه. ينقذون اكزافير ويهربون في طائرة. عندما يهاجم انجل وبسيلوك الطائرة، يقوم نياكراولر بنقل أصدقائه بعيدًا. تقفز بسيلوك إلى بر الأمان، لكن انجل قتل في تحطم الطائرة.
ينقلب إريك وأورورو على عين صباح نور، وبمساعدة سكوت، يبقيه مشغولًا جسديًا بينما يحاربه كزافييه تواردًا في الطائرة النجمية. تتوسل كزافييه إلى جان لإطلاق العنان لقدراتها الكاملة، وهي تحرق عين صباح نور. ينجو بسيلوك. كزافييه ومويرا يعيدان إحياء علاقتهما. يساعد إريك وجان في إعادة بناء المدرسة، لكن إريك يرفض عرض كزافييه بالبقاء والمساعدة في التدريس. قرر بيتر ألا يخبر إريك بعد أنه ابن إريك. باستخدام الحراس المصادرة، يقوم هانك ورافين بتدريب مجندي اكس مان الجدد: سكوت، جين، أورورو، كورت، وبيتر.
في مشهد ما بعد الاعتمادات، يزور رجال يرتدون بدلات سوداء منشأة السلاح اكس لاسترداد صورة بالأشعة السينية وعينة دم عليها علامة «السلاح اكس»، نيابة عن شركة ايساكس.

## وصلات خارجية
- رجال-إكس: نهاية العالم على موقع IMDb (الإنجليزية)
- رجال-إكس: نهاية العالم على موقع ميتاكريتيك (الإنجليزية)
- رجال-إكس: نهاية العالم على موقع روتن توميتوز (الإنجليزية)
- رجال-إكس: نهاية العالم على موقع نتفليكس (الإنجليزية)
- رجال-إكس: نهاية العالم على موقع قاعدة بيانات الأفلام العربية
- رجال-إكس: نهاية العالم على موقع ألو سيني (الفرنسية)
- رجال-إكس: نهاية العالم على موقع Turner Classic Movies (الإنجليزية)
- رجال-إكس: نهاية العالم على موقع أول موفي (الإنجليزية)
- رجال-إكس: نهاية العالم على موقع بوكس أوفيس موجو (الإنجليزية)
- رجال-إكس: نهاية العالم على موقع فيلمافينيتي (الإسبانية)